# Grãos de gelo

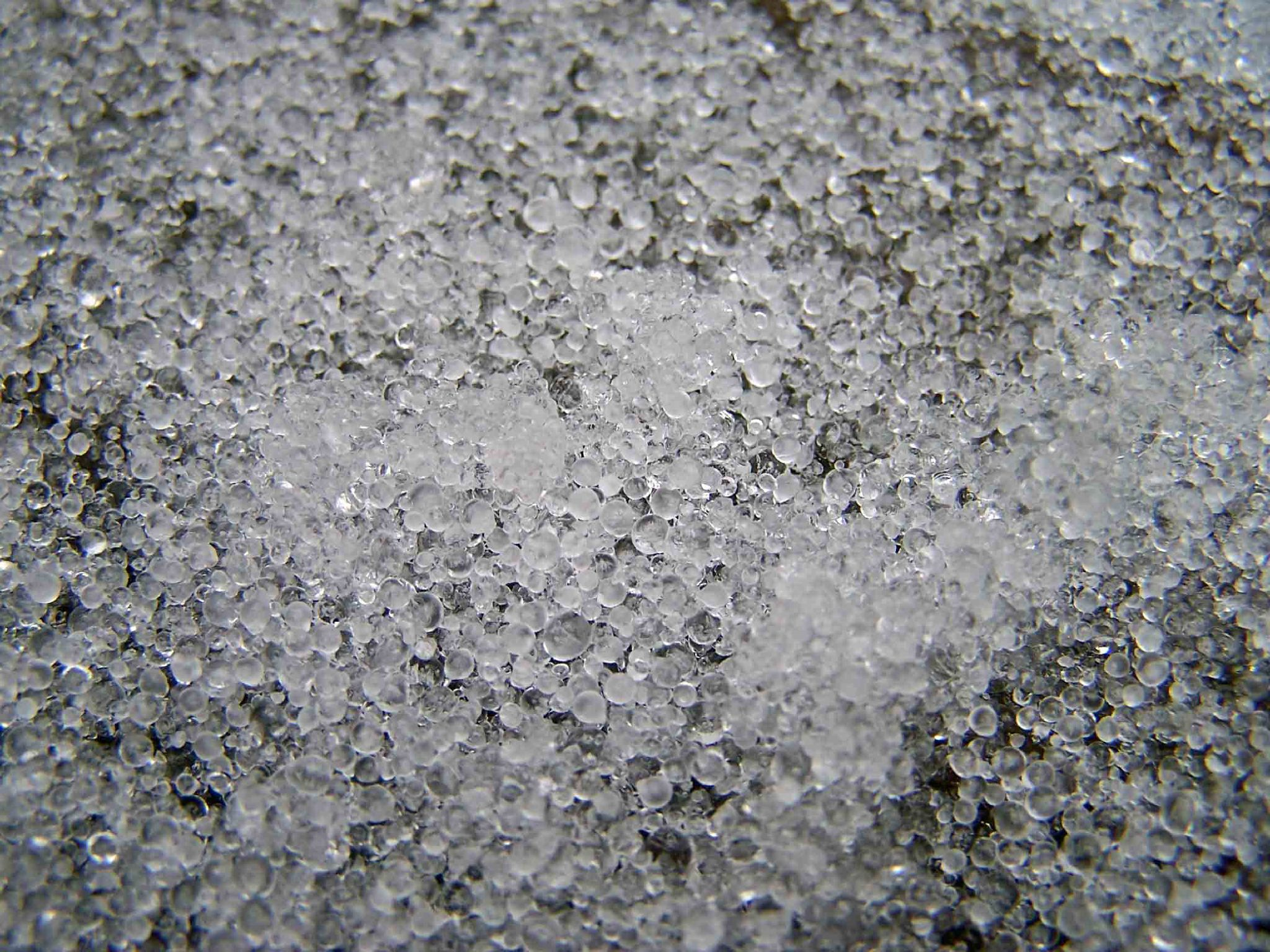
Grãos de gelo

Grãos de gelo (ou pelotas de gelo)[carece de fontes?] constituem um tipo de precipitação relativamente raro. É um subtipo de precipitação invernal. Produz-se quando a neve sai da nuvem em direção ao solo, e encontra uma camada de ar mais quente, que faz com que os flocos derretam. Em seguida, a água proveniente da neve encontra novamente uma camada de ar mais frio, e congela parcial ou totalmente, podendo cair com traços de cristalização. É muitas vezes confundida com a chuva congelada, que cai líquida e solidifica ao entrar em contato com uma superfície.
Esse fenômeno é observado durante o Outono e no Inverno na Europa, Ásia e América do Norte. Pode ocorrer com menor frequência na América do Sul durante o Inverno.
No dia 5 de setembro de 2008 foi observada em várias cidades do Rio Grande do Sul, porém já foram observadas ocorrências em outras áreas do Brasil, como Santa Catarina, Paraná, São Paulo, Minas Gerais e Mato Grosso do Sul (em 1975 pode ter ocorrido até em áreas no Centro do Estado de São Paulo).